# Bulgan (Arkhangai)
Pour les articles homonymes, voir Bulgan.
Bulgan (mongol : ᠪᠤᠯᠠᠭᠠᠨ
ᠰᠤᠮᠤ, VPMC : bulaɣan sumu, cyrillique : Булган сум, MNS : Bulgan sum) est un sum de l'aïmag de Arkhangai, en Mongolie.